# David Sassoli
Pour les articles homonymes, voir Sassoli.
David Sassoli (/ˈda.vid sasˈsɔ.li/), né le 30 mai 1956 à Florence et mort le 11 janvier 2022 à Aviano, est un journaliste et homme politique italien, président du Parlement européen de 2019 à 2022.
Présentateur de l'édition de 20 heures et vice-directeur du journal télévisé TG1 sur la chaîne Rai 1, il est élu député européen en 2009 pour le Parti démocrate (PD). Il est élu vice-président du Parlement européen en 2014 puis président en 2019, fonction qu'il occupe jusqu'à sa mort en 2022.

## Biographie
David Sassoli naît à Florence le 30 mai 1956.
Dans les années 1970, il obtient son diplôme en science politique à l'université de Florence.

### Journalisme
Il commence sa carrière journalistique, après quelques collaborations dans de petits journaux, par la rédaction à Rome de Il Giorno. Il s'inscrit au registre des journalistes professionnels le 3 juillet 1986. Envoyé pour les faits divers du TG3 (Rai 3), il devient un journaliste de télévision.

### Politique
David Sassoli est tête de liste du Parti démocrate pour la région Centre aux élections européennes de juin 2009 et est élu député européen. Il rejoint le groupe de l'Alliance progressiste des socialistes et démocrates au Parlement européen.

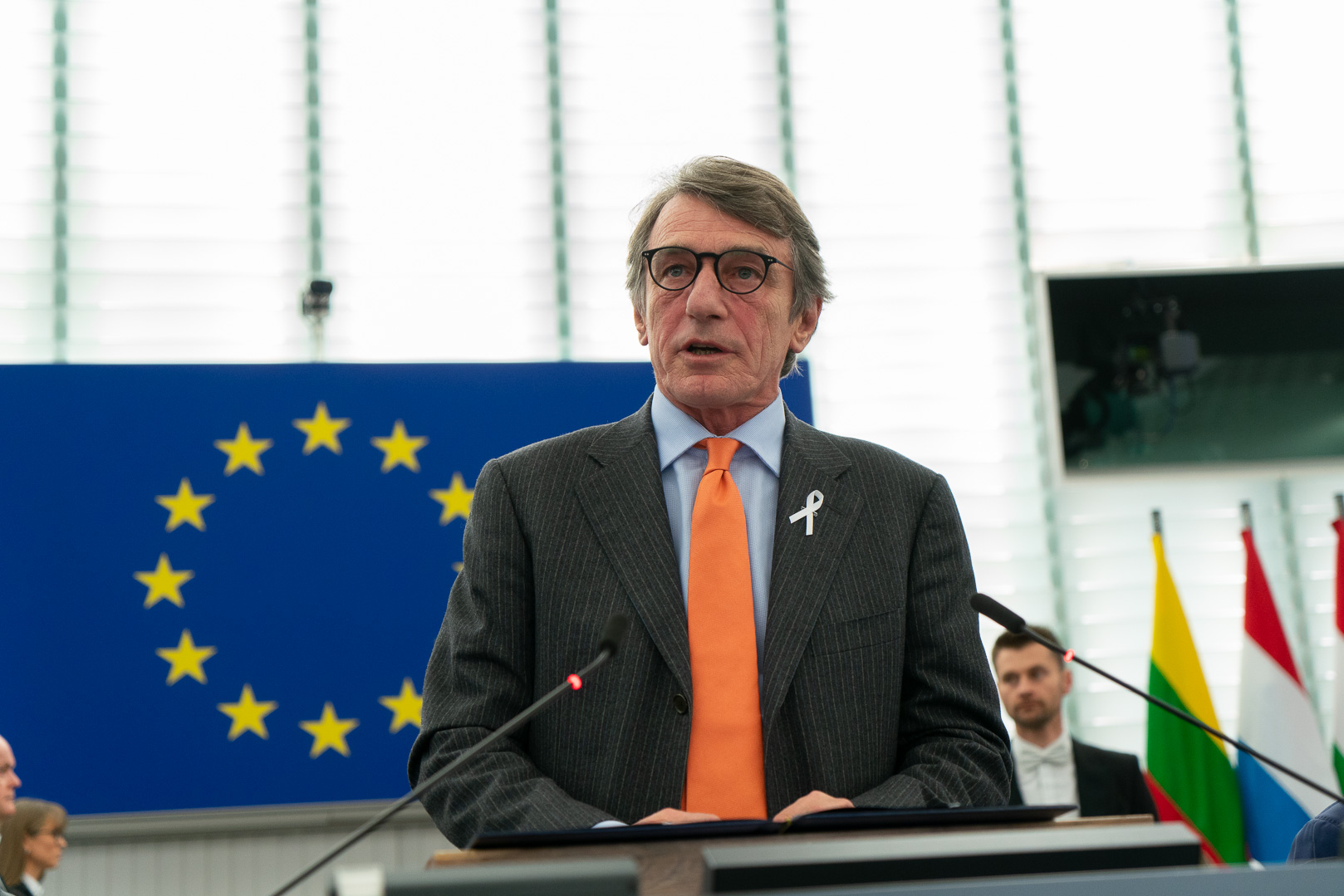
David Sassoli présidant le parlement européen en session en novembre 2019.

Réélu député européen de la 8e législature le 25 mai 2014. Il devient alors membre de la commission du transport et du tourisme. Une nouvelle fois réélu député européen en mai 2019, il est élu président du Parlement européen le 3 juillet 2019, au second tour de scrutin.
En 2017, il revendique la paternité de la plus importante réforme ferroviaire de l'Union européenne — la loi européenne Sassoli-Dijksma — adoptée la même année sur l'ouverture à la concurrence des marchés nationaux de transport de passagers — dans le cadre de la politique européenne des transports ferroviaires — comme l'ouverture à la concurrence du transport ferroviaire en France.

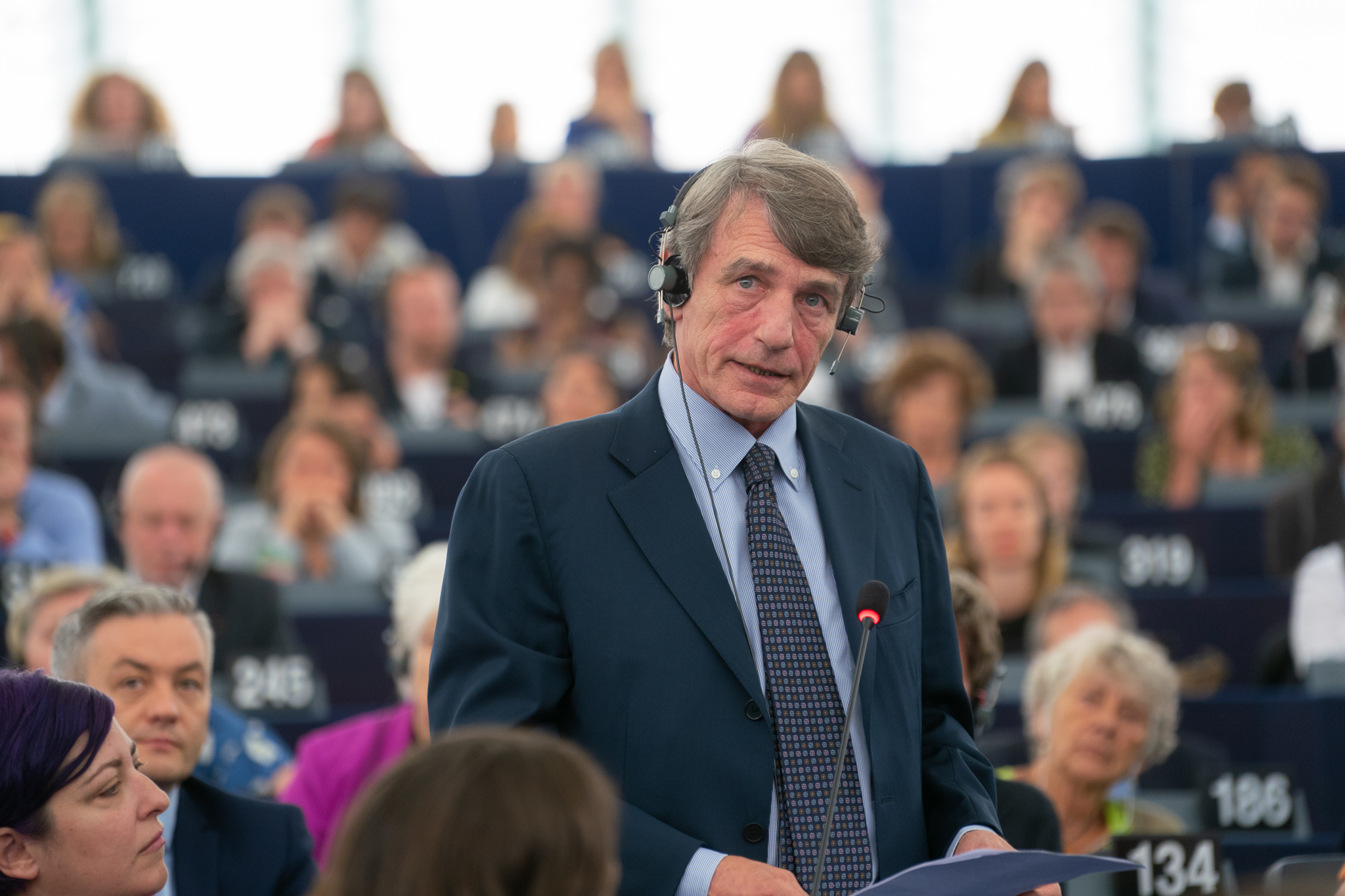
David Sassoli au parlement européen pour élire la nouvelle commission.
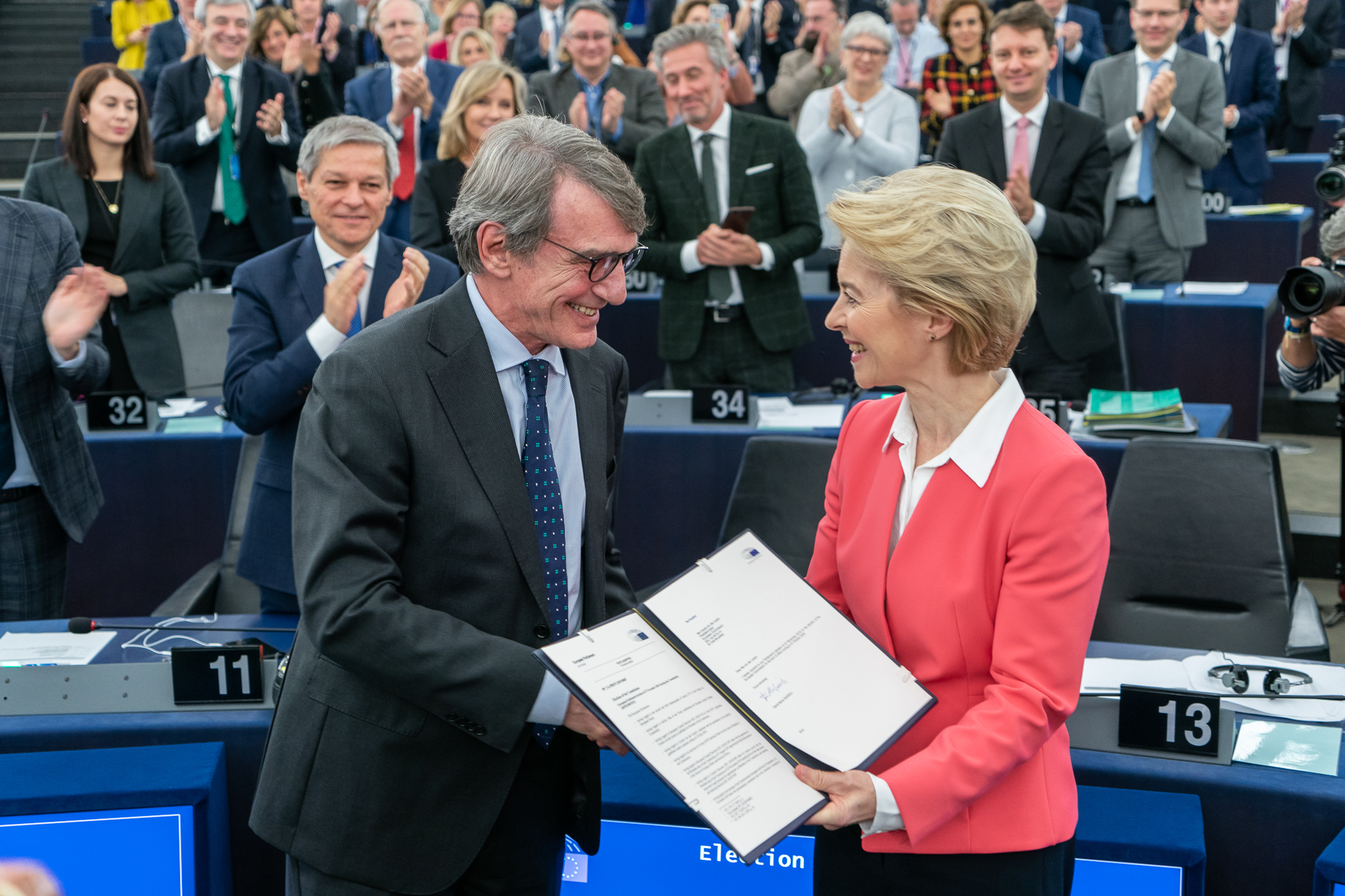
David Sassoli félicitant la nouvelle présidente de la Commission européenne, Ursula von der Leyen, en 2019.

Il condamne l’adoption par le Parlement européen en 2019 d’une résolution comparant communisme et nazisme, déclarant : « Mettre côte à côte nazisme et communisme est une opération intellectuellement confuse et politiquement incorrecte. Et si on fait référence à la Seconde Guerre mondiale, cela risque de mettre sur un même plan les victimes et les bourreaux. »
En avril 2021, il est interdit d’entrée sur le territoire de la fédération de Russie, en représailles aux sanctions mises en place par l’Union européenne en mars.

### Mort

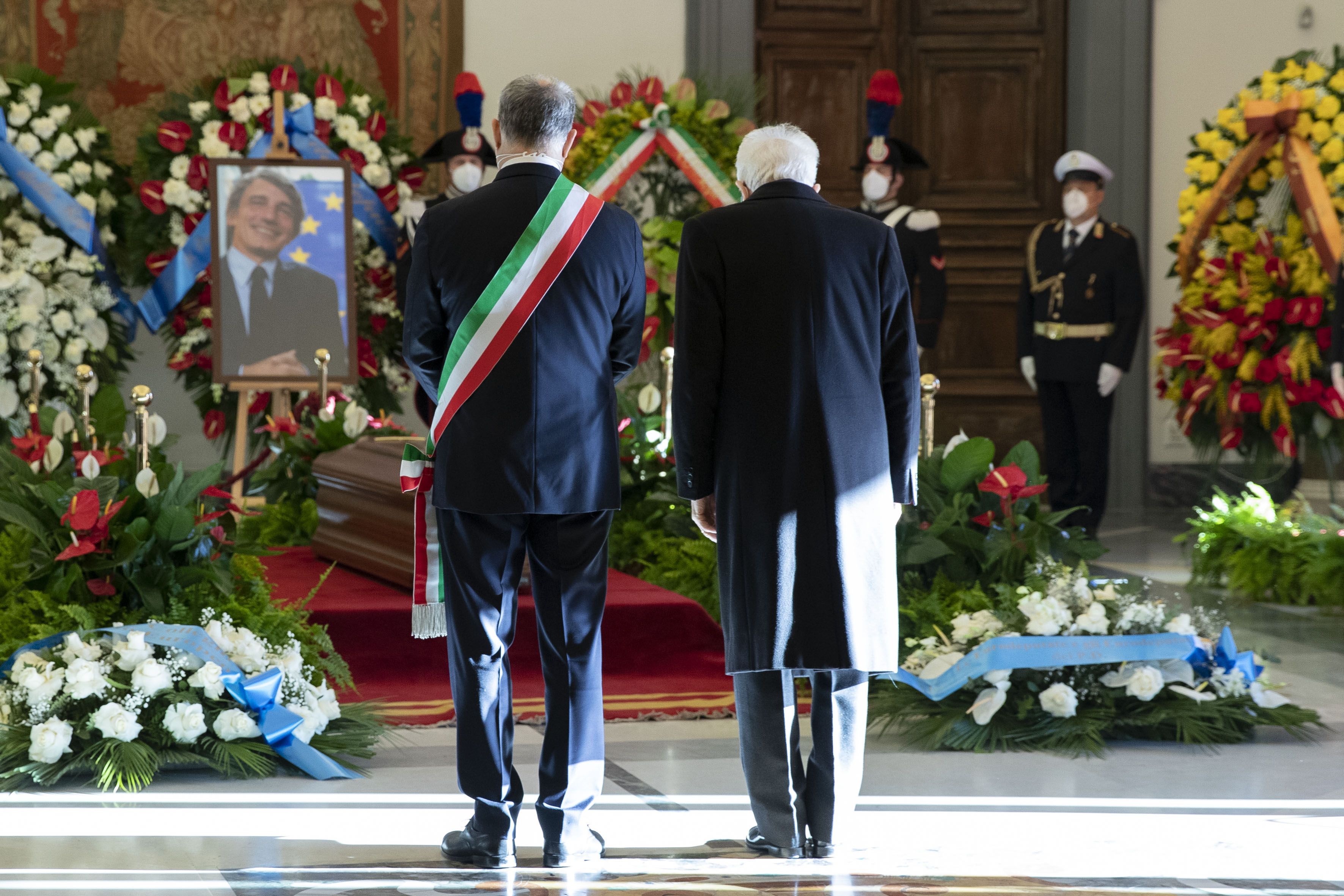
Le président Sergio Mattarella et le maire de Rome, Roberto Gualtieri, lui rendant hommage.

Après avoir guéri d'une leucémie, souffrant à partir de septembre 2021 d'une forme grave de pneumonie causée par des légionelles, David Sassoli est hospitalisé pendant plusieurs jours. De nouveau hospitalisé à partir du 26 décembre 2021 pour une complication grave due à un dysfonctionnement de son système immunitaire, il meurt le 11 janvier 2022 au centre d'oncologie d'Aviano, à l'âge de 65 ans.